# DDR-Einzelmeisterschaft im Schach 1951
Die 2. DDR-Einzelmeisterschaft im Schach fand vom 1. bis 18. Juli 1951 in Schwerin statt. Die Teilnehmer qualifizierten sich über die Landesmeisterschaften sowie ein System aus Vorberechtigungen und Freiplätzen für die Finalturniere.

## Meisterschaft der Herren
Georg Stein und Wolfgang Pietzsch lagen vor der letzten Runde punktgleich. Da Pietzsch seine letzte Partie verlor, reichte für Stein ein Remis zu seinem Gesamtsieg in der 2. DDR-Meisterschaft mit einem halben Punkt Vorsprung. Die Plätze zwei bis vier mit Pietzsch, Platz und Zirngibl sind genauso besetzt wie im Jahr zuvor. Titelverteidiger Elstner wurde Fünfter. Der Spieler Leonhardt Schiffler schied nach sechs Runden aus dem Turnier aus. Seine Ergebnisse sind in nachfolgender Tabelle zwar erwähnt, zählen aber nicht zur Gesamtpunktzahl.

### Abschlusstabelle
|    | Teilnehmer          | 01 | 02 | 03 | 04 | 05 | 06 | 07 | 08 | 09 | 10 | 11 | 12 | 13 | 14 | 15 | 16 | 17 | **  | Punkte |
| -- | ------------------- | -- | -- | -- | -- | -- | -- | -- | -- | -- | -- | -- | -- | -- | -- | -- | -- | -- | --- | ------ |
| 01 | Georg Stein         |    | ½  | ½  | 1  | 0  | ½  | ½  | 1  | 0  | 1  | ½  | 1  | 1  | 1  | 1  | 1  | 1  |     | 11½    |
| 02 | Wolfgang Pietzsch   | ½  |    | 1  | 0  | ½  | ½  | 1  | 0  | 0  | 1  | ½  | 1  | 1  | 1  | 1  | 1  | 1  |     | 11     |
| 03 | Hans Platz          | ½  | 0  |    | 0  | 1  | 1  | 1  | ½  | 1  | 0  | 1  | ½  | 1  | 1  | 0  | 1  | ½  | (½) | 10     |
| 04 | Albert Zirngibl     | 0  | 1  | 1  |    | ½  | 1  | 0  | ½  | 1  | ½  | 1  | 1  | 0  | 0  | 1  | ½  | ½  | (1) | 09½    |
| 05 | Rudolf Elstner      | 1  | ½  | 0  | ½  |    | ½  | 0  | ½  | ½  | 0  | 0  | 1  | 1  | 1  | 1  | 1  | 1  |     | 09½    |
| 06 | Klaus Müller        | ½  | ½  | 0  | 0  | ½  |    | 1  | ½  | 1  | 1  | ½  | ½  | 0  | 1  | 0  | 1  | 1  |     | 09     |
| 07 | Erich Kübart        | ½  | 0  | 0  | 1  | 1  | 0  |    | ½  | 0  | 1  | 1  | ½  | ½  | ½  | 1  | 1  | ½  | (1) | 09     |
| 08 | Kurt Krause         | 0  | 1  | ½  | ½  | ½  | ½  | ½  |    | 1  | ½  | 1  | 0  | 1  | ½  | 0  | ½  | ½  |     | 08½    |
| 09 | Hugo Hunte          | 1  | 1  | 0  | 0  | ½  | 0  | 1  | 0  |    | 0  | 0  | 0  | 1  | 1  | 1  | 1  | 0  | (½) | 07½    |
| 10 | Rolf Schlieder      | 0  | 0  | 1  | ½  | 1  | 0  | 0  | ½  | 1  |    | 1  | ½  | 0  | ½  | 0  | ½  | 1  |     | 07½    |
| 11 | Rudolf Kirchhammer  | ½  | ½  | 0  | 0  | 1  | ½  | 0  | 0  | 1  | 0  |    | ½  | ½  | ½  | 1  | ½  | 1  |     | 07½    |
| 12 | Fritz Nüsken        | 0  | 0  | ½  | 0  | 0  | ½  | ½  | 1  | 1  | ½  | ½  |    | 1  | 0  | 1  | 1  | 0  |     | 07½    |
| 13 | Otto Ruppe          | 0  | 0  | 0  | 1  | 0  | 1  | ½  | 0  | 0  | 1  | ½  | 0  |    | ½  | ½  | ½  | 1  |     | 06½    |
| 14 | Karl Knothe         | 0  | 0  | 0  | 1  | 0  | 0  | ½  | ½  | 0  | ½  | ½  | 1  | ½  |    | ½  | ½  | 1  |     | 06½    |
| 15 | M. Rathai           | 0  | 0  | 1  | 0  | 0  | 1  | 0  | 1  | 0  | 1  | 0  | 0  | ½  | ½  |    | 0  | ½  |     | 05½    |
| 16 | Robert Seiffert     | 0  | 0  | 0  | ½  | 0  | 0  | 0  | ½  | 0  | ½  | ½  | 0  | ½  | ½  | 1  |    | 1  | (½) | 05     |
| 17 | Arnold Otto         | 0  | 0  | ½  | ½  | 0  | 0  | ½  | ½  | 1  | 0  | 0  | 1  | 0  | 0  | ½  | 0  |    | (½) | 04½    |
| ** | Leonhardt Schiffler |    |    | ½  | 0  |    |    | 0  |    | 0  |    |    |    |    |    |    | ½  | ½  |     |        |

## Meisterschaft der Damen
Die Siegerinnen der beiden Ostzonen-Meisterschaften der Damen beendeten die 2. DDR-Meisterschaft punktgleich mit großem Vorsprung vor dem übrigen Feld. Ein direkt angeschlossener Stichkampf endete 1:1. Ein weiterer sollte dann im Rahmen der Weltfestspiele der Jugend und Studenten im August 1951 stattfinden. Einzelheiten zu diesem weiteren Stichkampf sind in den verwendeten Quellen nicht überliefert. Jedoch wurde Mira Kremer alleinige DDR-Meisterin.

### Abschlusstabelle
|     | Teilnehmer             | 01 | 02 | 03 | 04 | 05 | 06 | 07 | 08 | 09 | 10 | 11 | 12 | Punkte |
| --- | ---------------------- | -- | -- | -- | -- | -- | -- | -- | -- | -- | -- | -- | -- | ------ |
| 1/2 | Mira Kremer            |    | 0  | ½  | ½  | 1  | 1  | 1  | 1  | 1  | 1  | 1  | 1  | 9      |
| 1/2 | Gertrud Nüsken         | 1  |    | 0  | 1  | 0  | 1  | 1  | 1  | 1  | 1  | 1  | 1  | 9      |
| 03  | Luise Roskosch         | ½  | 1  |    | 1  | 0  | 0  | 0  | 1  | 1  | 1  | 1  | 0  | 6½     |
| 04  | Gerda Kupka            | ½  | 0  | 0  |    | 1  | 1  | 1  | 0  | ½  | 1  | 1  | ½  | 6½     |
| 05  | Irmgard Falk           | 0  | 1  | 1  | 0  |    | 0  | 0  | 1  | 1  | 1  | 0  | 1  | 6      |
| 06  | Mimi Hörning           | 0  | 0  | 1  | 0  | 1  |    | 1  | 0  | ½  | ½  | ½  | 1  | 5½     |
| 07  | Elfriede Paschke       | 0  | 0  | 1  | 0  | 1  | 0  |    | 1  | 0  | 1  | 0  | 1  | 5      |
| 08  | Klara Zbikowski        | 0  | 0  | 0  | 1  | 0  | 1  | 0  |    | ½  | ½  | 1  | 1  | 5      |
| 09  | Margarete Kleinschmidt | 0  | 0  | 0  | ½  | 0  | ½  | 1  | ½  |    | 0  | 1  | 1  | 4½     |
| 10  | Fränze Janetzko        | 0  | 0  | 0  | 0  | 0  | ½  | 0  | ½  | 1  |    | 1  | 1  | 4      |
| 11  | Irmgard Scheiwe        | 0  | 0  | 0  | 0  | 1  | ½  | 1  | 0  | 0  | 0  |    | 0  | 2½     |
| 12  | Schubert               | 0  | 0  | 1  | ½  | 0  | 0  | 0  | 0  | 0  | 0  | 1  |    | 2½     |

## Jugendmeisterschaften
| Altersklasse | männlich                                          | weiblich |
| ------------ | ------------------------------------------------- | -------- |
| Schüler      | Burkhard Malich (Staßfurt)                        |          |
| Jugend       | Edmund Budrich (ZSG „Werner Seelenbinder“ Berlin) |          |